# Nancy Coleman
Nancy Coleman, née le 30 décembre 1912 à Everett dans l'État de Washington et morte le 18 janvier 2000 à Brockport dans l'État de New York, est une actrice américaine.

## Filmographie sélective
- 1941 : Dangerously They Live (en) : Jane Graystone
- 1942 : Crimes sans châtiment (Kings Row) : Louise Gordon
- 1942 : Les Folles héritières (The Gay Sisters) : Susie Gaylord
- 1942 : Desperate Journey : Kaethe Brahms
- 1943 : L'Ange des ténèbres (Edge of Darkness) : Katja
- 1944 : In Our Time de Vincent Sherman : Janina Orwid
- 1946 : La Vie passionnée des sœurs Brontë (Devotion) : Anne Bronte
- 1946 : Her Sister's Secret : Antoinette 'Toni' DuBois
- 1947 : Violence de Jack Bernhard : Ann Dwire, alias Ann Mason
- 1947 : Le deuil sied à Électre (Mourning becomes Electra) : Hazel Niles
- 1951 : Tales of Tomorrow (série tv)
- 1953 : Aquel hombre de Tánger : Mary Ellen
- 1969 : Esclaves (Slaves) : Mrs. Stillwell